# Айжан Ісмагулова
Айжан Ісмагулова (каз. Айжан Исмагулова; нар. 5 вересня 1988, Алга, Алгинський район, Актюбінська область) — казахська борчиня вільного стилю, бронзова призерка чемпіонату Азії. Чемпіонка Азії з греплінгу.

## Життєпис
Боротьбою почала займатися з 2003 року в рідній Алзі, у місцевій ДЮСШ. Першим тренером був Микола Єгоров.
У 2008 році стала бронзовою призеркою чемпіонату Азії серед юніорів.
Тренується в Актобе, в ДЮСШ № 4. Тренер — Нурбек Альменов.
Чемпіонка Казахстану, переможець Кубку Республіки Казахстан.

## Спортивні результати на міжнародних змаганнях

### Виступи на Чемпіонатах світу
| Змагання                        | Збірна    | Вагова категорія          | Місце |
| ------------------------------- | --------- | ------------------------- | ----- |
| Чемпіонат світу з боротьби 2013 | Казахстан | жіноча боротьба, до 55 кг | 11    |
| Чемпіонат світу з боротьби 2014 | Казахстан | жіноча боротьба, до 58 кг | 22    |
| Чемпіонат світу з боротьби 2015 | Казахстан | жіноча боротьба, до 55 кг | 14    |

### Виступи на Чемпіонатах Азії
| Змагання                        | Збірна    | Вагова категорія          | Місце  |
| ------------------------------- | --------- | ------------------------- | ------ |
| Чемпіонат Азії з боротьби 2012  | Казахстан | жіноча боротьба, до 55 кг | Бронза |
| Чемпіонат Азії з боротьби 2014  | Казахстан | жіноча боротьба, до 58 кг | 9      |
| Чемпіонат Азії з боротьби 2015  | Казахстан | жіноча боротьба, до 55 кг | 5      |
| Чемпіонат Азії з греплінгу 2018 | Казахстан | жінки, до 58 кг           | Золото |

### Виступи на інших змаганнях
| Змагання                                                         | Збірна    | Вагова категорія          | Місце  |
| ---------------------------------------------------------------- | --------- | ------------------------- | ------ |
| Гран-прі «Іван Яригін» 2009                                      | Казахстан | жіноча боротьба, до 55 кг | Бронза |
| Олімпійський кваліфікаційний турнір з боротьби 2012 (Тайюань)    | Казахстан | жіноча боротьба, до 55 кг | 13     |
| Гран-прі «Харі Рам» 2012                                         | Казахстан | жіноча боротьба, до 55 кг | Бронза |
| Золотий Гран-прі з боротьби 2012 (Баку)                          | Казахстан | жіноча боротьба, до 55 кг | 5      |
| Меморіал Вацлава Циолковського 2013                              | Казахстан | жіноча боротьба, до 55 кг | 10     |
| Золотий Гран-прі з боротьби 2013 (Баку)                          | Казахстан | жіноча боротьба, до 55 кг | 5      |
| Міжнародний меморіал Дейва Шульца 2014                           | Казахстан | жіноча боротьба, до 55 кг | 4      |
| Турнір Олександра Медведя 2014                                   | Казахстан | жіноча боротьба, до 58 кг | Срібло |
| Відкритий чемпіонат Польщі з боротьби 2014                       | Казахстан | жіноча боротьба, до 58 кг | 7      |
| Гран-прі «Іван Яригін» 2015                                      | Казахстан | жіноча боротьба, до 53 кг | 8      |
| Турнір Олександра Медведя 2015                                   | Казахстан | жіноча боротьба, до 55 кг | Бронза |
| Відкритий кубок Монголії з боротьби 2015                         | Казахстан | жіноча боротьба, до 55 кг | 5      |
| Турнір міста Сассарі 2015                                        | Казахстан | жіноча боротьба, до 55 кг | Золото |
| Гран-прі Іспанії з боротьби 2015                                 | Казахстан | жіноча боротьба, до 55 кг | 11     |
| Кубок Президента Казахстану з боротьби 2015                      | Казахстан | жіноча боротьба, до 55 кг | Золото |
| Гран-прі «Іван Яригін» 2016                                      | Казахстан | жіноча боротьба, до 53 кг | 15     |
| Турнір Олександра Медведя 2016                                   | Казахстан | жіноча боротьба, до 53 кг | 9      |
| Олімпійський кваліфікаційний турнір з боротьби 2016 (Улан-Батор) | Казахстан | жіноча боротьба, до 53 кг | 17     |

### Виступи на змаганнях молодших вікових груп
| Змагання                                      | Збірна    | Вагова категорія          | Місце  |
| --------------------------------------------- | --------- | ------------------------- | ------ |
| Чемпіонат Азії з боротьби серед юніорів 2006  | Казахстан | жіноча боротьба, до 55 кг | 5      |
| Чемпіонат світу з боротьби серед юніорів 2007 | Казахстан | жіноча боротьба, до 55 кг | 5      |
| Чемпіонат Азії з боротьби серед юніорів 2008  | Казахстан | жіноча боротьба, до 59 кг | Бронза |
| Чемпіонат світу з боротьби серед юніорів 2008 | Казахстан | жіноча боротьба, до 59 кг | 5      |
| Чемпіонат Азії з боротьби серед кадетів 2004  | Казахстан | жіноча боротьба, до 49 кг | 4      |
| Чемпіонат Азії з боротьби серед кадетів 2005  | Казахстан | жіноча боротьба, до 56 кг | 5      |